# Aerokartograf
En Aerokartograf er en analog maskine, hvor man ved hjælp af luftfotografier kan udtegne landkort.
I maskinen indsættes luftfotografier, skråbilleder over landskabet fotograferet fra en flyvemaskine, der indbyrdes er taget med en hvis afstand, så de delvis dækker samme område. Billederne betragtes to og to i aerokartografens stereoskop, så der fremkommer et rumligt tredimensionelt indtryk. I dette billede kan man med to håndhjul og en fodpedal flytte en markør rundt og kartografens bevægelser overføres et til et tegnebord og plottes ned på papir.
Ved hjælp af i forvejen udpegede målepunkter, der er foretaget på stedet ved triangulering eller astronomisk beregning, er billedernes orientering blevet fastlagt og aerokartografen kan herudfra også bruges til indtegning af højdekurver.
Geodætisk Institut anskaffede en aerokartograf i 1928, der var i brug frem til 1959.